# Алфа Конте
Алфа Бедо Конте (на английски: Alpha Bedoh Conteh) е сиералеонски футболист, който играе на поста ляво крило. Състезател на Локомотив (Пловдив).

## Кариера
Конте е бивш играч на Сентрал Парейд, Апоел Тел Авив, Апоел Ум ал-Фам и Апоел Ришон ле Цион.
На 1 март 2023 г. сиералеонецът е обявен за ново попълнение на пловдивския Локомотив. Дебютира на 16 юли при равенството 1:1 като домакин на Ботев (Пловдив).